# Ангелль, Бьярне
Бьярне Ангелль (норв. Bjarne Angell; 27 апреля 1888, Кристиания — 12 декабря 1938, Стокгольм) — норвежский теннисист. Участник летних Олимпийских игр 1912 года.

## Биография
Бьярне Ангелль родился 27 апреля 1888 года в норвежском городе Кристиания (сейчас Осло) в семье торговца бакалейными товарами и вином.
Выступал в соревнованиях за теннисный клуб Кристиании. В 1915 году стал чемпионом Норвегии в парном разряде, выступая вместе с Конрадом Лангордом.
В 1912 году вошёл в состав сборной Норвегии на летних Олимпийских играх в Стокгольме. В парном разряде вместе с Ноблем Стиболтом проиграли в 1/16 финала Ладиславу Жемле и Ярославу Юсту из Богемии — 1:6, 2:6, 0:6. Также был заявлен в одиночном разряде, но не вышел на старт.
В середине 1920-х годов, после того как его отец отошёл от дел, вместе с двумя братьями управлял семейным бизнесом.
Впоследствии, женившись на шведке, перебрался в Швецию, где жил до последних дней.
Умер 12 декабря 1938 года в шведском городе Стокгольм.